# Stover (Missouri)
Stover is een plaats (city) in de Amerikaanse staat Missouri, en valt bestuurlijk gezien onder Morgan County.

## Demografie
Bij de volkstelling in 2000 werd het aantal inwoners vastgesteld op 968.
In 2006 is het aantal inwoners door het United States Census Bureau geschat op 1036, een stijging van 68 (7,0%).

## Geografie
Volgens het United States Census Bureau beslaat de plaats een oppervlakte van
2,3 km², geheel bestaande uit land. Stover ligt op ongeveer 328 m boven zeeniveau.

## Plaatsen in de nabije omgeving
De onderstaande figuur toont nabijgelegen plaatsen in een straal van 28 km rond Stover.